# Thánh giá

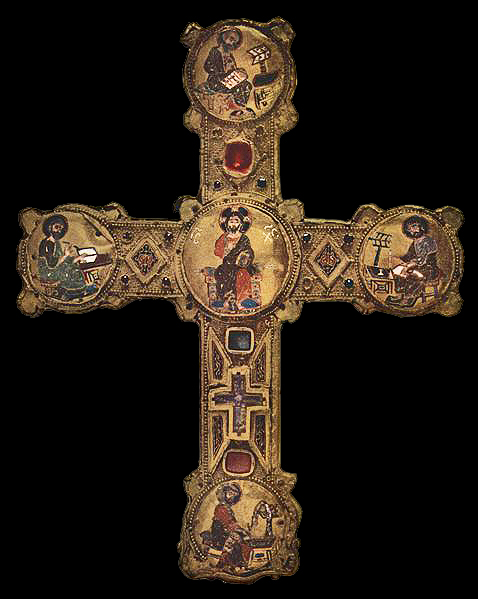
Một di vật trong hình thức của một Thánh Giá được trang trí công phu hình Chúa Giêsu, Thánh Gioan, Thánh Luca, Thánh sử Mátthêu, Thánh sử Máccô

Thánh Giá được xem như là hình ảnh tiêu biểu nhất liên hệ đến cuộc đóng đinh của Chúa Giêsu Kitô, là biểu tượng đặc trưng của các giáo hội Kitô giáo. Hình tượng Thánh Giá thường gồm hai thanh thẳng đan chéo vuông góc nhau với hình ảnh Chúa Giêsu bị đóng đinh trên đó. Thánh Giá có nghĩa khác với "thập giá" vì "thập giá" chỉ mang nghĩa đơn giản là giá có hình chữ thập và trên nó không có những chi tiết liên quan đến tôn giáo. Thánh giá được coi là biểu tượng của Thánh đạo.
Theo nghĩa thần học, trước khi Chúa Giêsu chịu khổ hình thì cây gỗ (giá) treo ông lên chỉ được gọi là cây thập giá, thập tự hoặc thập tự giá (không viết hoa), đó một hình thức xử tử của Đế quốc La Mã. Khi ấy, mọi người coi cây thập giá là một biểu tượng của sự chết, là sự ô nhục, điên rồ và ngu xuẩn. Sau khi Chúa Giêsu chịu chết trên cây thập giá để chuộc tội cho thiên hạ (theo thần học Kitô Giáo) thì mới xuất hiện khái niệm "Thánh Giá". "Thánh Giá" được xem như biểu tượng của "Tình Yêu và Lòng Thương Xót của Thiên Chúa" và "Công nghiệp Cứu Chuộc Nhân Loại của Chúa Giêsu" (theo quan niệm của Kitô Giáo).
Hiện nay, có nhiều loại Thánh Giá dược sử dụng trong các tôn giáo: Thánh Giá Hy Lạp (có hình như dấu +), Thánh Giá La Tinh (có thanh đứng dài và thanh ngang ngắn hơn †), Thánh giá Thánh Phanxicô (giống chữ T), Thánh Giá Chính thống giáo hình ☦︎,...

## Hình ảnh một vài kiểu Thánh Giá

Thánh Giá gọi ma
Thánh Giá La tinh
thánh giá biến hình
Thánh Giá Tổng Giám mục và Thượng phụ
Chính thống giáo và Công giáo Đông Phương
Thập tự Jerusalem
Ngộ giáo
Maltese
Thánh Giá Phanxicô (chữ T)
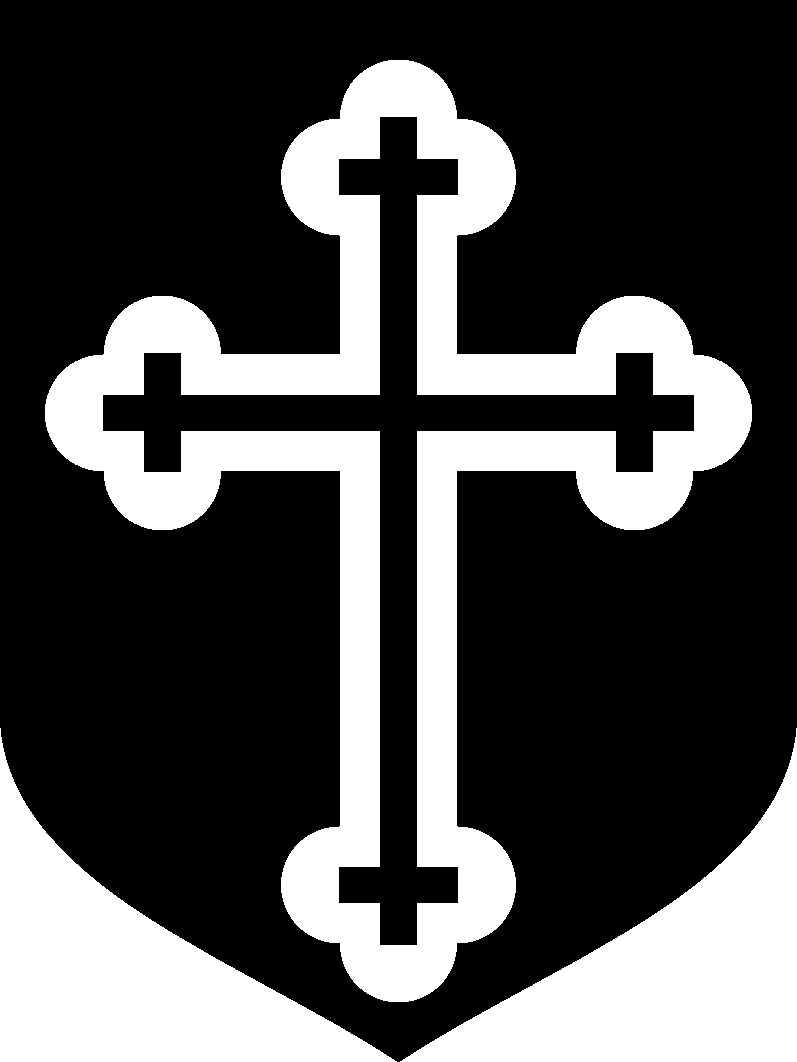
Một loại Thánh Giá Chính thống giáo khác.